# Sphodromantis lineola
Mante africaine
Genre
Sphodromantis lineola, la Mante africaine, est une espèce d'insectes de la famille des Mantidae que l'on retrouve souvent comme animal de compagnie.

## Systématique
L'espèce Sphodromantis lineola a été décrite en 1838 par le zoologiste argentin d'origine prussienne Hermann Burmeister (1807-1892).

## Répartition
Sphodromantis lineola se rencontre en Afrique.

## Liste des sous-espèces
Selon Mantodea Species File (3 décembre 2022) :
- sous-espèce Sphodromantis lineola lineola Burmeister, 1838
- sous-espèce Sphodromantis lineola pinguis La Greca, 1967
- sous-espèce Sphodromantis lineola speciosa Roy, 1971